# Groupe de Cremona
En géométrie birationnelle, le groupe de Cremona, nommé d'après Luigi Cremona, est le groupe des automorphismes birationnels de l'espace projectif de dimension {\displaystyle n} sur un corps {\displaystyle k}, également connus sous le nom de transformations de Cremona. Il est désigné par {\displaystyle Cr(\mathbb {P} ^{n}(k))}, {\displaystyle Bir(\mathbb {P} ^{n}(k))} ou {\displaystyle Cr_{n}(k)}.

## Origines historiques
Le groupe de Cremona est introduit par le mathématicien italien Luigi Cremona. Cependant, certains historiens considèrent Isaac Newton comme un « fondateur de la théorie des transformations de Cremona » grâce à ses travaux réalisés deux siècles auparavant, en 1667 et 1687,. Hilda Phoebe Hudson apporte également sa contribution dans les années 1900.

## Propriétés de base
Le groupe de Cremona est naturellement identifié au groupe d'automorphismes {\displaystyle \mathrm {Aut} _{k}(k(x_{1},...,x_{n}))} du corps des fonctions rationnelles à {\displaystyle n} indéterminés sur {\displaystyle k}. Ici, le corps {\displaystyle k(x_{1},...,x_{n})} est une extension transcendantale pure de {\displaystyle k}, de degré de transcendance {\displaystyle n}.
Le groupe projectif linéaire (en) {\displaystyle \mathrm {PGL} _{n+1}} est contenu dans {\displaystyle Cr_{n}}. Les deux ne sont égaux que lorsque {\displaystyle n=0} ou {\displaystyle n=1}, auquel cas le numérateur et le dénominateur d'une transformation doivent être linéaires.

## Le groupe de Cremona en 2 dimensions
En deux dimensions, Max Noether et Guido Castelnuovo montrent que {\displaystyle Cr_{2}(\mathbb {C} )} est généré par la transformation quadratique standard ainsi que {\displaystyle \mathrm {PGL} (3,k)}, bien qu'il y ait une certaine controverse sur la validité de leur preuve. Gizatullin donne en 1983 un ensemble complet de relations pour ces générateurs, ce qui clot la question.
La structure de ce groupe n’est pas encore bien comprise, bien que de nombreux travaux aient été menés pour trouver des éléments ou des sous-groupes de celui-ci.
- Dolgachev et Iskovskikh complètent en 2009 le classification des sous-groupes finis de {\displaystyle Cr_{2}(\mathbb {C} )}[7].
- Cantat et Lamy prouvent en 2010 que pour un corps algébriquement clos {\displaystyle k}, le groupe {\displaystyle Cr_{2}(k)} n'est pas simple[8].
- Blanc prouve en 2010 qu'il est topologiquement simple pour la topologie de Zariski[note 1],[9].
- Zimmermann calcule en 2018 l'abelianisé de {\displaystyle Cr_{2}(\mathbb {R} )}. Cela permet de conclure qu'il y a pas d'analogue du théoreme de Noether–Castelnuovo dans ce contexte[10].

## Le groupe de Cremona en dimensions supérieures
On sait peu de choses sur la structure du groupe de Cremona en dimension 3 et plus, bien que de nombreux éléments aient été décrits.
Il n'existe pas d'analogue du théorème de Noether-Castelnouvo, car Hudson a montré en 1927 que le groupe de Cremona en dimension au moins 3 n'est pas engendré par ses éléments de degré borné par un entier fixe.
Blanc montre en 2010 que le groupe de Cremona est (linéairement) connexe, répondant ainsi à une question de Serre. En 2018, Blanc et Zimmermann parviennent à montrer que pour tout corps infini {\displaystyle k}, les groupes {\displaystyle Cr_{n}(k)} sont topologiquement simple pour la topologie de Zariski, et même pour la topologie euclidienne lorsque {\displaystyle k} est un corps local.
En 2021, Blanc, Lamy et Zimmermann prouvent que lorsque {\displaystyle k} est un sous-corps des nombres complexes et {\displaystyle n\geq 3}, alors {\displaystyle Cr_{n}(k)} est un groupe simple. Cela répond a une question posée par Federigo Enriques en 1894.

## Groupes de Jonquières
Un groupe de De Jonquières est un sous-groupe d'un groupe de Cremona de la forme suivante. Soit {\displaystyle x_{1},...,x_{n}} une base d'une extension transcendante de {\displaystyle k} . Alors un groupe de De Jonquières est le sous-groupe des automorphismes de {\displaystyle k(x_{1},...,x_{n})} laissant le sous-corps {\displaystyle k(x_{1},...,x_{r})} invariant, pour certains {\displaystyle r\leq n}. Il a un sous-groupe distingué donné par le groupe de Cremona des automorphismes de {\displaystyle k(x_{1},...,x_{n})} sur le corps {\displaystyle k(x_{1},...,x_{r})}, et le groupe quotient est le groupe de Cremona de {\displaystyle k(x_{1},...,x_{r})} sur le corps {\displaystyle k} . Il peut également être considéré comme le groupe des automorphismes birationnels du fibré {\displaystyle \mathbb {P} ^{r}\times \mathbb {P} ^{n-r}\to \mathbb {P} ^{r}}.
Quand {\displaystyle n=2} et {\displaystyle r=1}, le groupe de De Jonquières est le groupe des transformations de Cremona fixant un faisceau de droites passant par un point donné, et est le produit semi-direct de {\displaystyle \mathrm {PGL} _{2}(k)} et {\displaystyle \mathrm {PGL} _{2}(k(t))} .